# Gaines Adams
Gaines Adams (Greenwood, 8 giugno 1983 – Greenwood, 17 gennaio 2010) è stato un giocatore di football americano statunitense che ha giocato nel ruolo di defensive end nella National Football League (NFL). Fu scelto nel corso del primo giro (4º assoluto) del Draft NFL 2007 dai Tampa Bay Buccaneers. Al college giocò a football coi Clemson Tigers. Adams morì improvvisamente nel 2010 a causa di un problema cardiaco mai rilevato in precedenza.

## Carriera professionistica

### Tampa Bay Buccaneers
Adams fu scelto nel corso del primo giro del Draft 2007 dai Tampa Bay Buccaneers. Il 26 luglio 2007 firmò un contratto di sei anni del valore di 46 milioni di dollari, di cui 18,6 milioni garantiti. Mise a segno il suo primo sack solitario contro gli Atlanta Falcons nella settimana 11 della stagione 2007. La sua stagione da rookie si concluse con 35 tackle, 6 sack, 2 fumble forzati e un field goal bloccato nella settimana 5 ad Adam Vinatieri. I suoi 6 sack furono il massimo quell'anno per un debuttante, facendolo inserire nella formazione ideale dei rookie. Gaines disputò anche la partita di playoff persa dai Tampa Bay Buccaneers contro i New York Giants in cui mise a segno 5 tackle e un sack.
Nel 2008, Adams mise a segno due sack contro gli Atlanta Falcons nella settimana 2. Fece registrare il suo primo intercetto in carriera, ritornandolo in touchdown nei tempi supplementari della settimana 3 contro i Chicago Bears. La settimana successiva, Adams mise a segno un altro intercetto sul quarterback dei Green Bay Packers Aaron Rodgers sigillando la vittoria dei Buccaneers. Nella settimana 8, nella sconfitta contro i Dallas Cowboys, Adams totalizzò due sack.

### Chicago Bears
Il 19 ottobre 2009, Adams fu scambiato coi Chicago Bears per una scelta del secondo giro del Draft NFL 2010 (la scelta passò di mano diverse volte e alla fine fu utilizzata dai New England Patriots per selezionare il tight end Rob Gronkowski). In dieci gare coi Bears, Adams mise a segno 7 tackle, un passaggio deviato e un fumble forzato.

## Morte
Adams fu portato d'urgenza nella sala di terapia intensiva dell'ospedale di Greenwood, Carolina del Sud, la mattina del 17 gennaio 2010, dopo che la sua ragazza lo trovò a casa. Fu dichiarato morto alle ore 8.21. Il coroner confermò, dopo l'autopsia, che Adams morì per arresto cardiaco a causa di una miocardite. Né Adams né i suoi familiari erano al corrente di qualsiasi problema cardiaco del giocatore in precedenza. Al momento della morte, non vennero sospettati né problemi di droga né tracce di altri abusi.

## Palmarès
- PFWA All-Rookie Team - 2007

## Statistiche
| Tackle     | 93   |
| Sack       | 13,5 |
| Intercetti | 2    |